# Bălăceanca, Ilfov
Bălăceanca este un sat în comuna Cernica din județul Ilfov, Muntenia, România. Se află aproape de valea Dâmboviței. Pe teritoriul satului se află un spital de boli psihice.

## Cultură și artă
În sat s-au descoperit urmele unei așezări cu necropolă ce datau din mileniul al IV-lea Î.Hr, precum și o așezare datată secolele 6-7 d. Hr. Biserica din sat (sec XIX), cu hramul „Adormirea Maicii Domnului“ este monument istoric.